# L'Ami du peuple (Sudbury)
Pour les articles homonymes, voir L'Ami du peuple.
L'Ami du peuple était un journal hebdomadaire de langue française, publié à Sudbury en Ontario de 1942 à 1968.
Le journal couvrait les nouvelles locales et nationales, et discutait de questions syndicales et d'autres sujets d'intérêt pour Franco-ontariens de la région de Sudbury.
L'année de la disparition du journal, un nouveau journal communautaire de langue française, Le Voyageur, a été lancé.
Une archive de la plupart des numéros du journal a été conservée par la collection multiculturelle canadienne de l'Université Simon Fraser.

## Référence
- (en) Cet article est partiellement ou en totalité issu de l’article de Wikipédia en anglais intitulé « L'Ami du peuple (Canadian newspaper) » (voir la liste des auteurs).